# Charlie's Country
Pour plus de détails, voir Fiche technique et Distribution.
Charlie's Country est un film australien réalisé par Rolf de Heer, sorti en 2013.
Il fait partie de la sélection Un certain regard au Festival de Cannes 2014 et a été sélectionné pour représenter l'Australie à l'Oscar du meilleur film en langue étrangère lors de la 87e cérémonie des Oscars en 2015. Il a reçu le prix de la meilleure fiction et le prix du jury des jeunes au Festival du Film et Forum International sur les Droits Humains à Genève 2015.

## Synopsis
Charlie est un aborigène. Il fut guerrier, il a dansé devant la reine Élisabeth II lorsqu'elle est venue en Australie, il y a longtemps. Mais maintenant il est vieux, il vit en ville et il s'ennuie. Il se construit une lance pour chasser, mais la police la lui confisque. Il a l'impression que la police l'empêche d'ailleurs de faire tout ce dont il a envie. Alors il décide de repartir vivre dans le bush.

## Fiche technique
- Titre français : Charlie's Country
- Réalisation : Rolf de Heer
- Scénario : Rolf de Heer et David Gulpilil
- Musique : Graham Tardif
- Photographie : Ian Jones
- Montage : Tania Nehme
- Décors : Beverley Freeman
- Costumes : Beverley Freeman
- Production : Rolf de Heer, Peter Djigirr et Nils Erik Nielsen
- Sociétés de production : Adelaide Film Festival, Bula'bula Arts Aboriginal, Screen Australia, South Australian Film Corporation (en), Vertigo Productions
- Pays d'origine :  Australie
- Format : couleurs - 35 mm - 2,35:1
- Genre : drame
- Durée : 109 minutes
- Dates de sortie :
  - 12 octobre 2013 (Festival du film d'Adélaïde), 17 juillet 2014 (sortie nationale)
  - mai 2014 (Festival de Cannes 2014), 17 décembre 2014 (sortie nationale)

## Distribution
- David Gulpilil : Charlie
- Peter Djigirr : Black Pete
- Luke Ford : Luke
- Bobby Bunungurr : Bobby
- Frances Djulibing
- Jennifer Budukpuduk Gaykamangu : Faith
- Peter Minygululu : vieux Lulu
- Ritchie Singer : le docteur Darwin

## Distinctions

### Récompense
- Festival de Cannes 2014 : meilleur acteur Un certain regard pour David Gulpilil

### Nominations et sélections
- Festival international du film de Toronto 2014 : sélection « Contemporary World Cinema »